# Leucospermum conocarpodendron
Білоплідник шишкоплідний (Leucospermum conocarpodendron) — вид рослини родини протейні.

## Назва
В англійській мові має назву «жовтий гольник» (англ. yellow pincushion).

## Будова
Великий кущ 3–5 м, що має листки із зазубреним кінцем та червоними кінчиками. Має два підвиди - з волохатими листками і голими. Жовті квіти (8 см в діаметрі) рясно вкривають рослину. Запилюється птахами. Насіння розноситься мурахами.

## Поширення та середовище існування
Зростає у Південній Африці на кам'янистих ґрунтах.

## Практичне використання
Квіти використовуються для букетів.

## Галерея

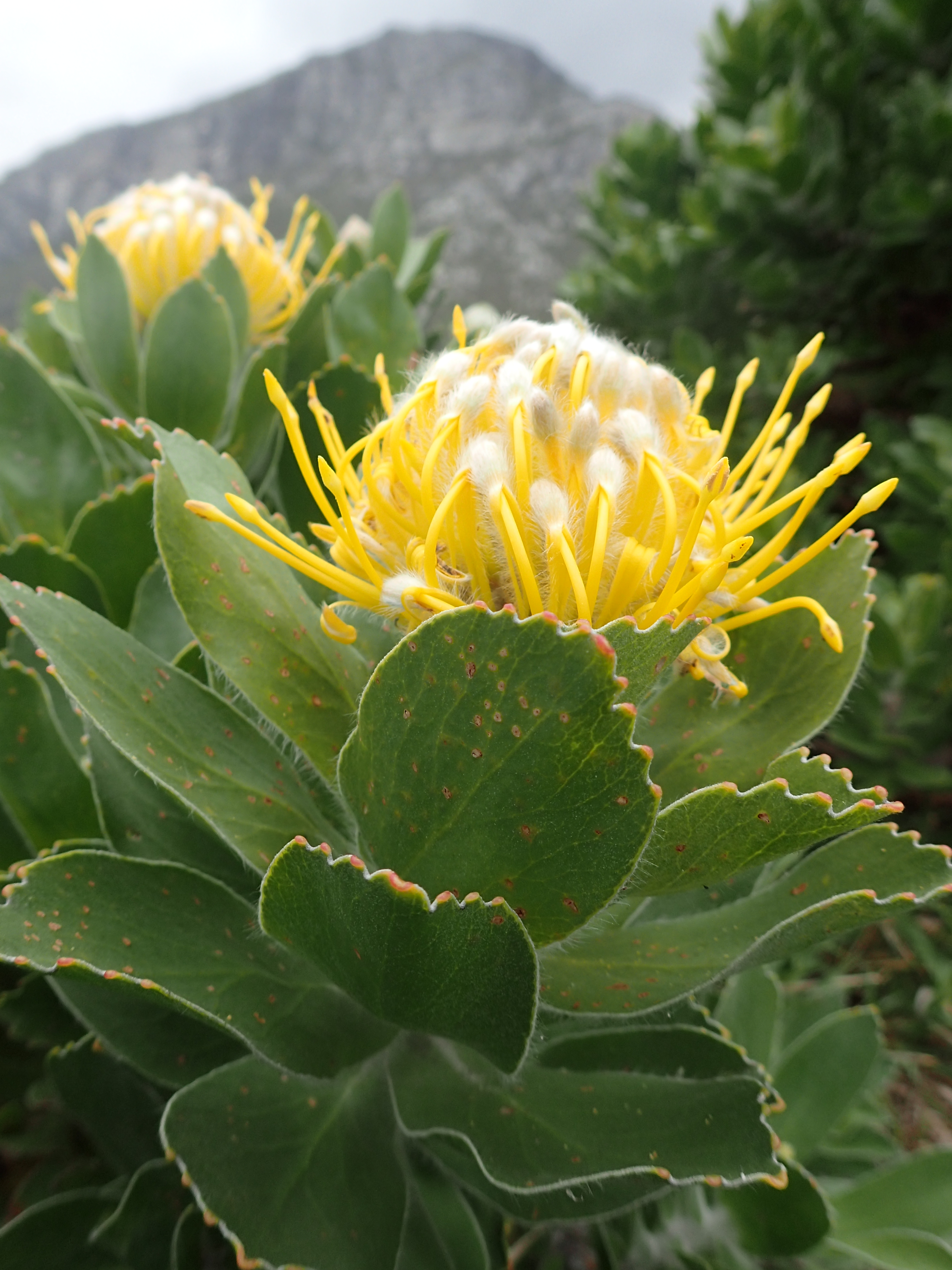
Листя та квітка
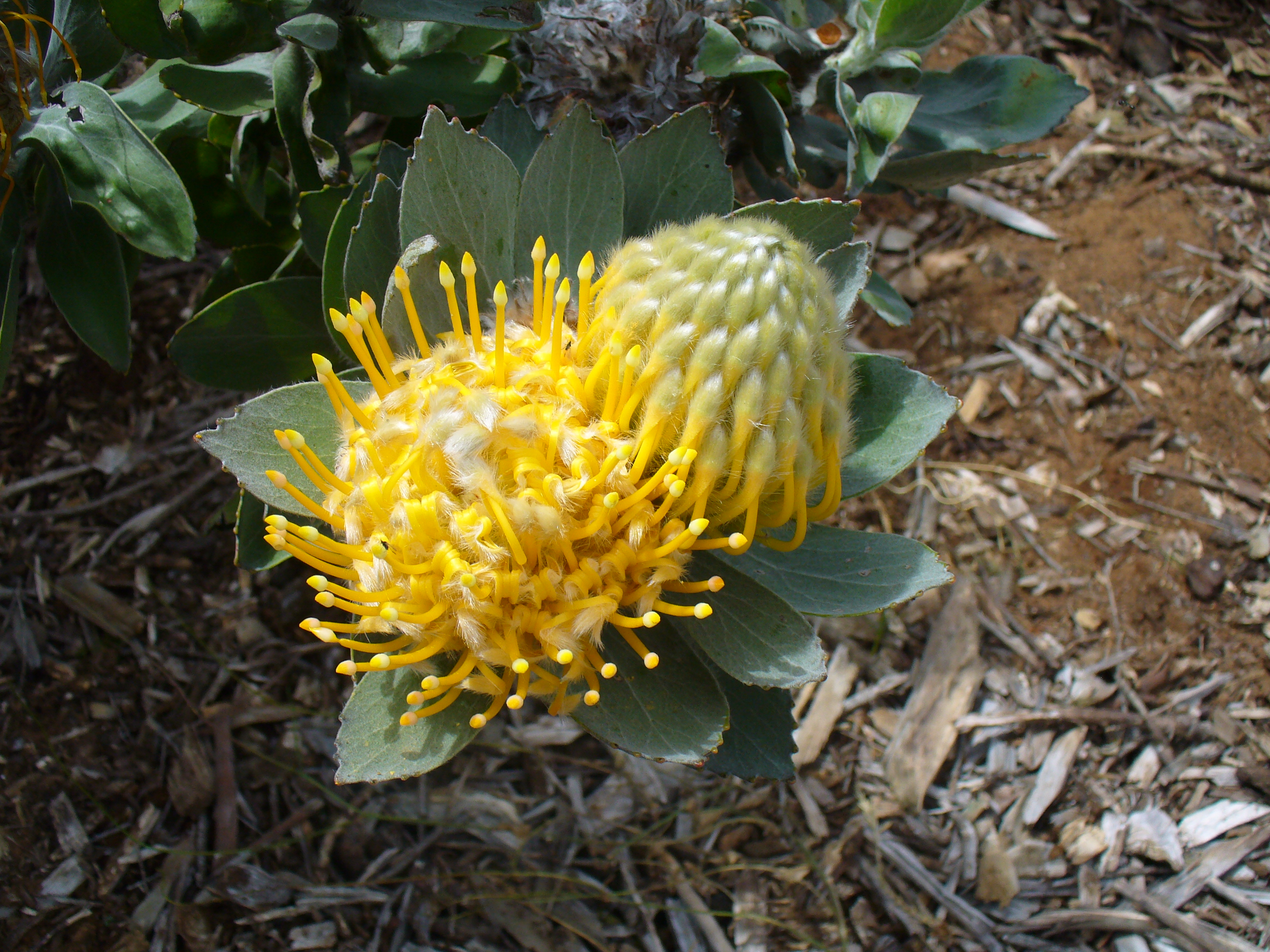
Квітки
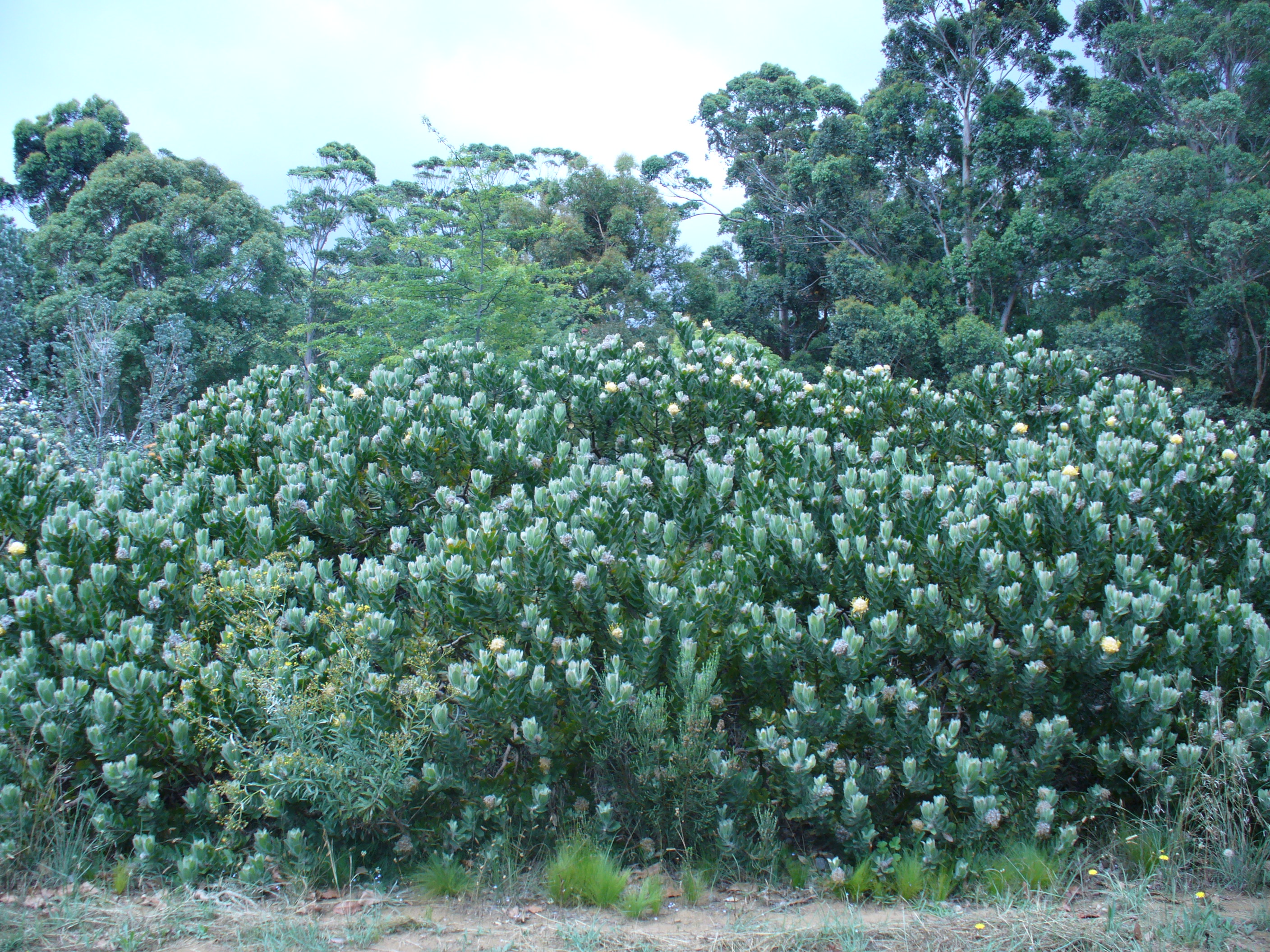
Зарості